# Steve Erickson
Ne doit pas être confondu avec Steven Erikson.
Œuvres principales
- Zeroville

Steven Michael Erickson (né Steven Michael Erickson le 20 avril 1950 à Santa Monica) est un écrivain américain.

## Biographie
Sa mère dirigeait un théâtre, son père était photographe. Il bégayait tellement étant enfant que ses professeurs croyaient qu'il n'arriverait pas à lire. Ce sujet est récurrent dans ses romans.